# Guerra de pandillas en Haití
Desde 2020, la capital de Haití, Puerto Príncipe, ha sido el escenario de una guerra de pandillas  en curso entre dos grupos criminales principales y sus aliados: las Fuerzas Revolucionarias de la Familia G9 y Aliados (FRG9 o G9) y el G-Pep. El Gobierno de Haití y las fuerzas de seguridad haitianas han luchado por mantener el control de Puerto Príncipe en medio de este conflicto, con informes de que las pandillas controlan hasta el 90% de la ciudad para 2023.
En respuesta al aumento de la lucha de pandillas, surgió un movimiento de vigilantes armados, conocido como bwa kale (del francés: bois calé, "tope de puerta"), con el propósito de combatir a las pandillas. El 2 de octubre de 2023, se aprobó la Resolución 2699 del Consejo de Seguridad de las Naciones Unidas, autorizando una "misión multinacional de apoyo de seguridad" liderada por Kenia hacia Haití.
En marzo de 2024, la violencia de pandillas se extendió por todo Puerto Príncipe con el objetivo de lograr la renuncia del primer ministro que también actuaba como presidente, Ariel Henry, lo que llevó al asalto de dos prisiones y la liberación de miles de prisioneros. Estos ataques y los ataques subsiguientes a varias instituciones gubernamentales llevaron al gobierno haitiano a declarar el estado de emergencia e imponer un toque de queda. El 11 de marzo, Henry aceptó renunciar una vez que se forme un gobierno de transición. 
El miércoles 1 de enero de 2025 el presidente del Consejo Presidencial de Transición,  Leslie Voltaire, declara una "guerra" contra las bandas armadas.
El presidente del Banco Interamericano de Desarrollo (BID) anunció una donación de 290 millones de dólares para Haití y que serán dirigidos a financiar proyectos proyectos alimentación escolar y a recuperar hospitales e infraestructuras básicas. Se excluye que el dinero se utilice para la seguridad pública.
El jueves 7 de agosto de 2025, asume como presidente del Consejo presidencial de transición el empresario Laurent Saint-Cyr. Ese mismo día, Jimmy Chérizier amenaza con derrocar al Consejo presidencial de transición si no renuncian todos sus miembros.
El viernes 8 de agosto se designó a Andre Jonas Vladimir Paraison como nuevo jefe de la Policía nacional de Haití. Fue durante seis años coordinador de la Unidad de Seguridad General del Palacio Nacional (USGPN), es decir, del servicio de seguridad presidencial.
El 10 de agosto, el Gobierno de transición de Haití ha declarado este sábado el estado de emergencia en los departamentos del Oeste, Artibonito y Centro, ante un preocupante repunte de la violencia criminal.Esta escalada de violencia ha provocado también un desplazamiento de más de 239.000 haitianos forzados que abandonaron sus hogares.
El 20 de agosto Secretario General de la OEA presentó Hoja de Ruta para la Estabilidad y la Paz en Haití. El costo de este plan es de 2 600 millones de dólares, de los cuales aproximadamente la mitad se destinará a restaurar la seguridad y paz en Haití.
No se específica como se financiara este plan y como se evitará la corrupción.

## Antecedentes

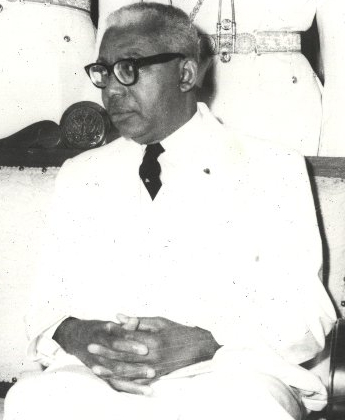
François Duvalier

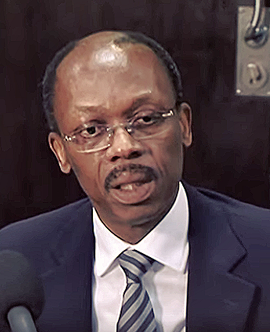
Jean-Bertrand Aristide

Desde la década de 1950, los grupos armados no estatales se han establecido firmemente en Haití. Este proceso comenzó con el establecimiento de los paramilitares Tonton Macoute por la dictadura liderada por el presidente François Duvalier, que fueron utilizados para suprimir violentamente a los disidentes. Después de que la dictadura terminara con la destitución del presidente Jean-Claude Duvalier (hijo de François) del poder en 1986, la violencia no estatal continuó. Los Tonton Macoute fueron desbandados, pero nunca desarmados y, por lo tanto, se reorganizaron como vigilantes de extrema derecha. Los actores políticos haitianos continuaron empleando grupos armados para defender sus intereses, manipular elecciones y reprimir la agitación pública. En 1994, el presidente Jean-Bertrand Aristide prohibió los grupos armados pro-Duvalier y disolvió el Ejército haitiano, pero eso no resolvió el problema, ya que nuevamente no hubo desarme. Por lo tanto, exsoldados y exmilicianos engrosaron aún más las filas de facciones militantes no oficiales. Desde 1994 hasta 2004, tuvo lugar una insurgencia antiaurística de facto en Puerto Príncipe, cuando exsoldados atacaron al gobierno. En respuesta al caos, los jóvenes crearon grupos de autodefensa, llamados Chimères, que fueron apoyados por la policía y el gobierno para fortalecer su posición. Recibiendo un apoyo estatal de facto del partido Familia Lavalas de Aristide, las pandillas juveniles tomaron el control de comunas enteras y se volvieron cada vez más independientes. El diplomático estadounidense Daniel Lewis Foote argumentó:
"Aristide empezó [las pandillas] a propósito a principios de la década de 1980, como una voz, como una forma de obtener algo de poder, [...] y se transformaron con los años".
Después del terremoto de Haití en 2010, pandillas más jóvenes y despiadadas superaron el dominio de pandillas más antiguas y políticamente alineadas. Los grupos juveniles armados se volvieron cada vez más poderosos. El terremoto también provocó la fuga masiva de delincuentes de las cárceles dañadas en Haití. La MINUSTAH, una operación de mantenimiento de la paz de las Naciones Unidas en Haití que comenzó después del golpe de Estado de 2004, no logró contener la agitación y cometió abusos por sí misma. Desde el final de la MINUSTAH en octubre de 2017, ha habido un aumento en la cantidad de violencia relacionada con pandillas, así como un aumento en la cantidad de violencia relacionada con pandillas contra civiles, especialmente la masacre de Puerto Príncipe de 2018, en la que murieron 25 civiles.
Desde 2017 hasta 2021, el liderazgo político de Haití se vio envuelto en una crisis, y el Parlamento haitiano entró en un punto muerto, la administración pública dejó gradualmente de funcionar por falta de fondos, y el sistema judicial se desmoronó efectivamente. Las elecciones programadas se pospusieron repetidamente. La economía de Haití sufrió bajo los repetidos desastres naturales y la creciente agitación, lo que contribuyó aún más a la crisis. La periodista de Vox Ellen Ioanes resumió que "Haití ha enfrentado crisis serias y acumulativas, incluido un devastador terremoto en 2010, inundaciones, brotes de cólera, huracanes y líderes corruptos, dictatoriales e incompetentes". Las pandillas entraron en el vacío de poder, apoderándose del poder político a través de políticos cooperativos y del control económico a través de extorsiones, secuestros y asesinatos.

## Bandas Conocidas
Para el año 2022, los investigadores estimaron que alrededor de 200 pandillas operaban en todo Haití. De estas, la mitad se encontraban en Puerto Príncipe. Las pandillas más influyentes controlan grandes extensiones de territorio, incluyendo municipios y comunas enteras.
- Alianza "G9", [54]oficialmente Fòs Revolisyonè G9 an Fanmi e Alye (Fuerzas Revolucionarias de la Familia G9 y aliados): Fue fundada y es dirigida por Jimmy Chérizier, apodado Barbecue, un exoficial de policía. G9 tiene su base en las comunas de Delmas, Pétion-Ville y partes de Carrefour. La alianza G9 incluye a muchos exsoldados y policías en sus filas y estuvo durante mucho tiempo conectada al partido PHTK hasta que se distanció después de que Ariel Henry se convirtiera en presidente. Ahora, el G9 se retrata a sí mismo como una organización revolucionaria, y ha comenzado a crear una red de alianzas en todo el país llamada "G20".[55]
  - Banda Delmas 6: Banda personal de Jimmy Chérizier, jefe general de G9.[55] La banda ya estaba operando mientras Chérizier aún era un oficial de policía en actividad, lo que significa los fuertes vínculos de la banda con las fuerzas de seguridad haitianas.[56]
  - "Baz Pilate": Una de las pandillas más importantes de la capital, compuesta principalmente por exmiembros de élite de la policía SWAT.[57]
  - "Baz Krache Dife"[55]
  - "Nan Ti Bwa"[55]
  - Banda de Simon Pelé[55]
  - "Baz Nan Chabon, Waf Jérémie"[55]
  - "Nan Boston", también conocida como "Banda Boston"[58]
  - Banda Belekou[55][58]
- "G-Pep": Esta alianza de pandillas se formó en respuesta directa a G9. Fue organizada por la banda Nan Brooklyn y su líder Jean Pierre Gabriel (alias "Ti Gabriel"). Se cree que G-Pep está conectado con partidos de oposición haitianos y/o "un conocido empresario haitiano". Está centrada en Cité Soleil, en Puerto Príncipe.[57]
- Banda Nan Brooklyn,[57] también conocida como "Banda Brooklyn"[58]
- "400 Mawozo": La pandilla más grande de Haití, principalmente basada en Ganthier y en Tabarre y Pétion-Ville en Puerto Príncipe. Consiste en gran medida de deportados, antiguos líderes de grupos de oposición, antiguos contrabandistas y policías. En 2022, se alineó con "G-Pep" después de que su líder fuera extraditado a Estados Unidos.[59]
- "Grand Ravine" y "5 Second": Dos pandillas juveniles con base en Martissant en Puerto Príncipe; compuestas principalmente por vigilantes y "organizaciones populares" anteriormente conectadas a Fanmi Lavalas.[57]
- "Baz Galil": Con base fuera de la capital, consiste principalmente en deportados de Estados Unidos y está estrechamente relacionada con el PHTK, varias agencias gubernamentales y otras pandillas.[54]
- "Banda Titanyen": Opera en Cabaret.[58]
- "Base 5 Secondes": Opera en Cabaret.[58]
- "Banda Canaan": Opera en Cabaret. [58]
- "Village de Dieu"[27]

## Conflicto

### Ataques en mayo de 2020

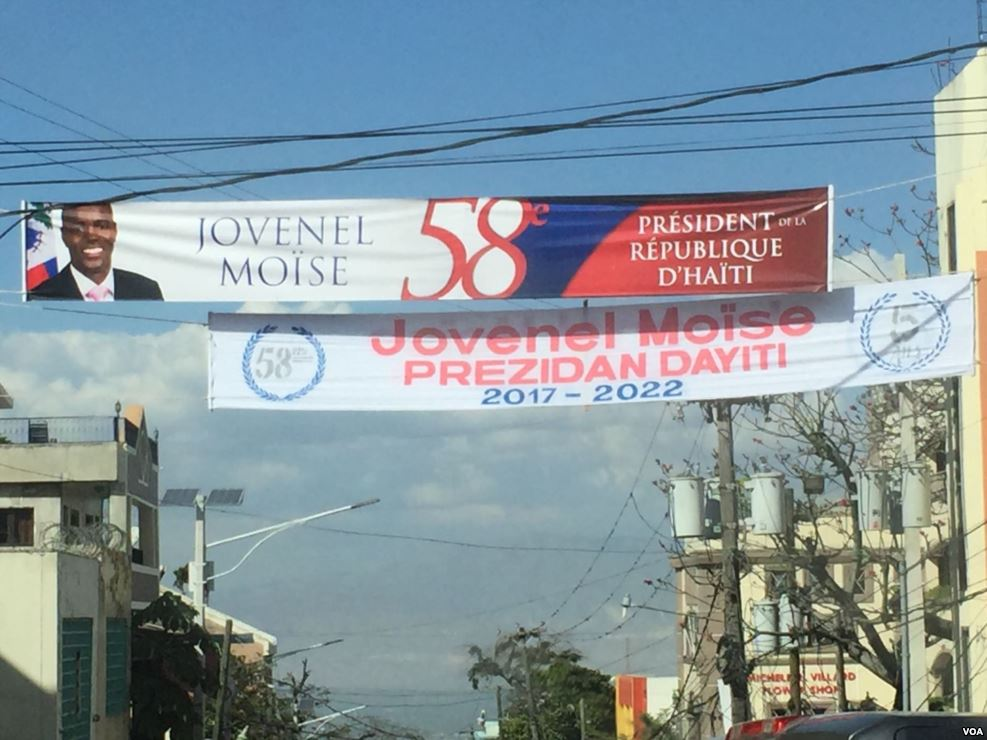
Los observadores generalmente creían que la alianza G9 era respaldada por Jovenel Moïse y el partido PHTK (se muestra una pancarta celebrando la inauguración de Moïse).

En mayo de 2020, se formó una coalición de once pandillas (banda Delmas 19, banda Delmas 6, banda Delmas 95, banda Nan Barozi, banda Nan Belekou, banda Nan Boston, banda Nan Chabón, banda Nan Ti Bwa, banda Base Pilate, banda Simon Pele y banda Wharf de Jeremie) para atacar varios barrios en Puerto Príncipe como una forma de asegurar y expandir el control territorial. Ese mismo mes, atacaron a civiles en los barrios de Puerto Príncipe, matando a 34 personas. Ese mes, Altès, líder de una pandilla antigubernamental, cambió de alianza al gobierno y las pandillas se aliaron con Jimmy "Barbecue" Chérizier para asesinar a otro líder de pandilla antigubernamental, Ernso Nicholas. Tras el asesinato, muchas pandillas progubernamentales tomaron el control del territorio de las pandillas antigubernamentales. Después del asesinato, Chérizier, con la ayuda de otras pandillas, organizó una reunión en Delmas 6 (un barrio controlado por la pandilla de Chérizier) para planear un asalto contra barrios en el área de Cité Soleil, en Puerto Príncipe, percibidos como antigubernamentales, incluidos Pont Rouge, Chancerelles y Nan Tokyo.
La coalición de Chérizier llevó a cabo el ataque comenzando el 24 de mayo. La pandilla de Chérizier atacó a civiles en Nan Tokyo, mientras que Altès y otro líder de pandillas, Alectis, sitiaron Pont Rouge. La violencia, no lejos de la Inspectoría General de la Policía Nacional de Haití, duró desde la tarde hasta el día siguiente. Muchos huyeron de las áreas debido a la violencia. El 25 de mayo, un campamento de personas desplazadas que albergaba pandillas antigubernamentales fue atacado por miembros de la coalición, principalmente por la pandilla Krache Dife de Delmas 6, matando a dos personas, incluido un menor. 24 casas también fueron incendiadas en el ataque. El 26 de mayo, vehículos blindados de la policía haitiana se posicionaron en la entrada de Nan Brooklyn. Posteriormente, se lanzó gas lacrimógeno en la zona, seguido de disparos dirigidos a civiles. Nan Brooklyn, controlada por la pandilla de Gabriel Jean-Pierre ("Ti Gabriel"), fue atacada nuevamente por pandillas ese día y al día siguiente, matando a cuatro personas, hiriendo a veinte e incendiando muchas viviendas. Según testigos en la zona, Chérizier fue presuntamente transportado al área en un vehículo blindado de la policía haitiana. Después del ataque, muchos nuevos líderes de pandillas fueron instalados en los territorios tomados, que incluyeron Chancerelles, Nan Tokyo, Nan Barozi y Delmas 2 y 4. Nan Brooklyn permanecería sitiada hasta julio, ya que el asedio culminó en una masacre que resultó en la muerte de 145 personas. Para fin de mes, la coalición había sido disuelta. 

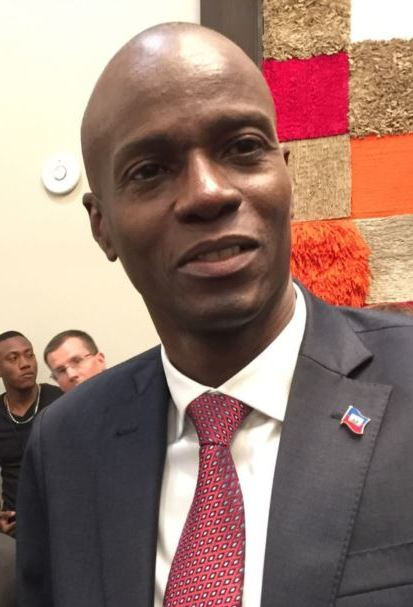
Jovenel Moise

### Formación de la Alianza G9
Tras esos ataques, en un video en YouTube, se anunció la fundación de otra coalición de nueve pandillas en Puerto Príncipe en junio de 2020, que se convirtió en la "Alianza G9" liderada por Chérizier. Todos los miembros de las pandillas tenían vínculos previos con el partido gobernante PHTK del presidente Jovenel Moïse. La coalición está liderada por Jimmy Chérizier. Desde la fundación de la coalición, ha sido responsable de múltiples masacres contra civiles y enfrentamientos con otras pandillas rivales. De 2020 a 2021, el G9 fue responsable de una docena de masacres, en las cuales murieron al menos 200 personas. Se creía que el G9 tenía estrechos lazos con el gobierno de Moïse, que fue acusado de corrupción a gran escala. Los miembros de la coalición evadían frecuentemente la persecución después de las masacres y los enfrentamientos. Chérizier se destacó en ese sentido porque, a pesar de las órdenes de arresto en su contra, continuaba moviéndose libremente y manteniendo una presencia activa en las redes sociales sin intentos efectivos por parte de las fuerzas gubernamentales haitianas de arrestarlo. El G9 también comenzó a atacar barrios en los que los civiles protestaban contra el presidente y a iniciar enfrentamientos contra pandillas rivales con el apoyo de la policía.
En respuesta a la creciente dominancia del G9, se fundó una alianza de pandillas rival, llamada "G-Pep", en julio de 2020. Estaba formada principalmente por aquellas pandillas en Cité Soleil de Puerto Príncipe que se oponían firmemente a unirse al G9. Se sospechaba que G-Pep tenía conexiones con varios partidos de oposición y, por lo tanto, se oponía al G9 y sus lazos con Moïse. En los meses siguientes, ambas alianzas de pandillas comenzaron a expandirse más allá de sus áreas iniciales de operación.

### Escalada

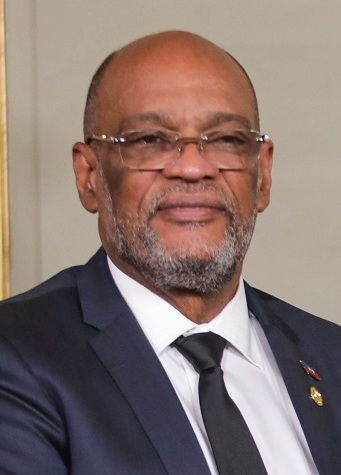
Ariel Henry

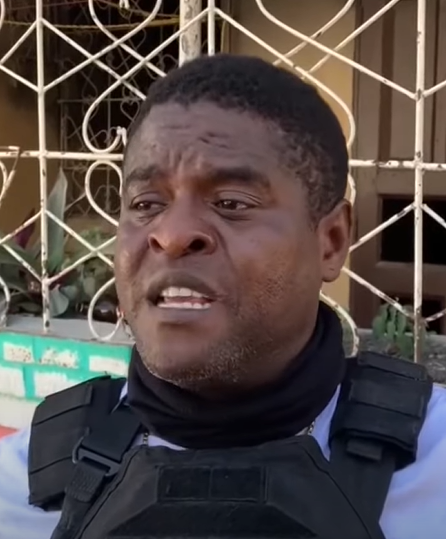
Jimmy Chérizier alias Babekyou

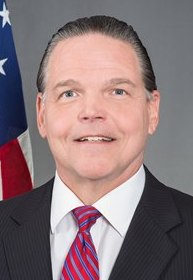
Daniel Lewis Foote

Después del asesinato de Jovenel Moïse, el 7 de julio de 2021, el G9 comenzó a ayudar al gobierno en la cacería de los 28 perpetradores extranjeros. Después del asesinato, Ariel Henry, quien se cree está vinculado con el asesinato, se convirtió en presidente interino de Haití. Esto fue seguido por un aumento en la violencia, ya que las pandillas aprovecharon la debilidad del gobierno. El 12 de mayo de 2021, durante un enfrentamiento con G-Pep, se informó que Chérizier estaba herido. Después de la muerte de su presunto aliado Moïse, el líder del G9, Jimmy Chérizier, expresó cada vez más ambiciones políticas y comenzó a oponerse abiertamente al gobierno haitiano de Henry. El 17 de octubre de 2021, el G9 obligó al presidente Henry a huir de un evento conmemorativo oficial, luego comenzó un bloqueo de un mes del terminal de petróleo más grande del país. Aunque el G9 declaró inicialmente que levantaría el bloqueo solo si el gobierno renunciaba, Henry se negó a dimitir; en cambio, ambas partes eventualmente acordaron un trato secreto, y el G9 se retiró del terminal de petróleo. En general, Henry tiene un poder limitado, y el diplomático estadounidense Daniel Lewis Foote describió al presidente haitiano como "algo así como un payaso. [Las pandillas], en varias ocasiones, le han hecho pagar una gran cantidad de dinero para que pueda asistir a un evento o celebrar una ceremonia, y luego no le permiten hacerlo".
Para 2022, la mayoría de las pandillas en la capital se habían alineado con el G9 o G-Pep. De abril a mayo, se libró la Batalla de Plaine du Cul-de-Sac entre 400 Mawozo y otras dos pandillas, Chen Mechan y G-9 An Fanmi e Alye; los enfrentamientos causaron alrededor de 200 muertes. En mayo de 2022, la poderosa pandilla 400 Mawozo se alineó con G-Pep, mejorando considerablemente la posición de este último en la guerra de pandillas y provocando una escalada adicional de violencia. El 10 de junio, la pandilla Village de Dieu capturó el Tribunal de Primera Instancia de Puerto Príncipe. El 8 y 9 de julio de 2022, la violencia entre las dos pandillas aumentó después del inicio de batallas callejeras en Puerto Príncipe que causaron 89 muertes y dejaron 74 heridos. La batalla causó que el terminal de campo de Varreux, el depósito de combustible más grande del país, suspendiera sus operaciones y provocó una escasez drástica de combustible, ya que dos tanqueros de combustible no pudieron ser descargados. Médicos Sin Fronteras ha declarado que la organización no ha podido acceder al barrio por la violencia. En septiembre, en medio del aumento del precio del combustible debido a la crisis socioeconómica, el G9 comenzó un bloqueo del terminal de combustible de Varreux. El 6 de noviembre, después de dos semanas de negociaciones con el gobierno haitiano y después de una ofensiva armada lanzada por la Policía Nacional de Haití, la coalición de pandillas G9 renunció al control del terminal de combustible de Varreux.
A partir de finales de 2022, surgió un movimiento de vigilantes anti-pandillas llamado bwa kale para atacar y matar a cualquier miembro de pandilla. Los vigilantes a menudo quemaban vivos a los miembros de pandillas capturados. Los vigilantes también se volvieron contra las fuerzas de seguridad regulares y asesinaron al menos a un policía que no tenía conexiones conocidas con pandillas.
Las pandillas respondieron al crecimiento de los grupos de vigilantes con contraataques que mataron a líderes comunitarios que expresaron apoyo a acciones de autodefensa. En enero de 2023, 18 policías fueron asesinados en Puerto Príncipe por la pandilla Gan Grif. Esto provocó disturbios organizados por la policía, así como por Fantom 509, una pandilla aliada de la policía. Para marzo de 2023, funcionarios haitianos especularon que hasta el 90% de la capital estaba controlado por pandillas. En abril de 2023, tres pandillas, Titanyen, Base 5 Secondes y Canaan, llevaron a cabo una "ofensiva" en la comuna de Cabaret, fuera de Puerto Príncipe, en un intento por romper un bloqueo impuesto por grupos de autodefensa locales. Al menos 100 personas murieron en los enfrentamientos. El 14 de abril, estalló otra batalla en Cité Soleil de Puerto Príncipe entre la pandilla Nan Brooklyn de G-Pep y las pandillas Belekou y Boston del G9. El enfrentamiento duró seis días y resultó en al menos 70 muertes. Los linchamientos de miembros de pandillas por parte de vigilantes aumentaron en frecuencia: se reportaron 30 linchamientos en mayo, el doble del número en abril, que mataron a 150 personas. En Pétion-Ville, los residentes establecieron puntos de control y se realizaron controles de identidad a extraños para identificar a miembros de pandillas, mientras que también se distribuyeron machetes en la capital en un esfuerzo por frenar la violencia pandillera. En respuesta al crecimiento del movimiento bwa kale, el presidente Ariel Henry pidió que los iniciadores del movimiento "se calmaran" y entregaran a presuntos bandidos y miembros de pandillas a la policía.
Para mediados de 2023, la guerra de pandillas entre G9 y G-Pep continuaba sin disminuir, y la resistencia por parte de los vigilantes contra las pandillas también crecía en alcance. Miles de personas fueron desplazadas por los enfrentamientos. La gravedad de la guerra de pandillas en curso en Haití llevó al Consejo de Seguridad de las Naciones Unidas a autorizar un despliegue de un año de una fuerza internacional liderada por Kenia para ayudar al gobierno haitiano a hacer frente a la crisis. Chérizier declaró que G9 resistiría si una fuerza de intervención internacional cometiera "abusos contra los derechos humanos" y afirmó que sería "una lucha del pueblo haitiano para salvar la dignidad de nuestro país".
El 1 de noviembre, la pandilla de Grand Ravine, liderada por Ti Lapli, lanzó ataques contra el área de Mariani, provocando que más de 2.400 civiles abandonaran sus hogares y matando a un oficial de policía. Las pandillas tomaron el control de las oficinas de la Dirección Nacional de Agua y Saneamiento (DINEPA) en la zona, que se utilizan para suministrar agua a otras áreas de Puerto Príncipe. Se creía que la ocupación ponía en peligro la seguridad del suministro de agua.
El 8 de diciembre, el Departamento del Tesoro de los Estados Unidos anunció sanciones impuestas a cuatro líderes de pandillas haitianas: Johnson André ("Izo"), Renel Destina ("Ti Lapli"), Vitel'Homme Innocent y Wilson Joseph ("Lanmò San Jou") por violaciones de derechos humanos.
El 12 de diciembre, la Policía Nacional Haitiana lanzó una operación desde Carrefour hacia Mariani, con un asalto que involucró excavadoras resultando en el derribo y quema de muchas casas alrededor del mercado que se presume fueron utilizadas por miembros de la pandilla. Varios civiles en la zona resultaron heridos en los enfrentamientos que duraron hasta alrededor de las 3:00 PM de la tarde. En una conferencia de prensa el 20 de diciembre, la policía nacional haitiana anunció su intención de llevar a cabo mayores operaciones policiales en Puerto Príncipe para proteger a los civiles, regular el tráfico y frenar la violencia de las pandillas durante el período de fin de año. Se instalarían presencias policiales intensificadas en toda la ciudad.
El 26 de diciembre, la Embajada de Estados Unidos en Puerto Príncipe entró en estado de alerta después de escucharse disparos en la zona.

## Destitución de Ariel Henry
El 29 de febrero de 2024, una ola de violencia estalló mientras el Primer Ministro de Haití, Ariel Henry, quien también actuaba como presidente, viajaba a Kenia y firmaba un acuerdo diseñado para eludir el fallo previo del Tribunal Superior de Kenia que declaraba inconstitucional bajo la ley keniana la operación respaldada por la ONU para ayudar al gobierno haitiano. Se dirigieron disparos al principal aeropuerto del país y muchos negocios en la zona, con dos comisarías tomadas, lo que obligó a los negocios a cerrar y a Sunrise Airways a cesar sus operaciones. El 29 de febrero, Bahamas, Bangladesh, Barbados, Benín y Chad se comprometieron a enviar tropas para apoyar la situación de seguridad en Haití al unirse a la Misión de Apoyo a la Seguridad Multinacional en Haití, siendo el mayor compromiso el de Benín con 1.500 soldados, además del acuerdo con Kenia para proporcionar 1.000 policías. Belice y Antigua y Barbuda también han prometido personal para ayudar con la misión. Funcionarios estadounidenses afirmaron que no enviarán tropas estadounidenses.
El líder de la pandilla, Jimmy Chérizier, publicó un video declarando su intención de impedir que Ariel Henry regresara a Haití con la operación. El 1 de marzo, cuando se le preguntó si era seguro que regresara a Haití, Henry se encogió de hombros. Se dijo que Chérizier contaba con el apoyo de otras pandillas como parte de una coalición llamada "Viv Ansanm" (criollo haitiano para "vivir juntos"); aunque esa coalición se disolvió rápidamente, otras pandillas lanzaron ataques junto con la pandilla G9 de Chérizier. Los disparos en el aeropuerto el 1 de marzo causaron daños a algunas aeronaves.
El 2 y 3 de marzo, pandillas armadas asaltaron las dos prisiones más grandes de Haití, una en Croix des Bouquets y otra en Puerto Príncipe, lo que resultó en la fuga de más de 4.700 presos. La policía estaba subdotada y superada en armas por las pandillas, con solo 9.000 agentes operando en Haití en ese momento. Los líderes de las pandillas, incluido Jimmy Chérizier, exigieron la renuncia de Henry. En particular, Chérizier dijo que su objetivo era capturar al jefe de policía de Haití y a los ministros del gobierno y evitar el regreso de Henry. Más de 12 personas han sido asesinadas en el conflicto, mientras que las Naciones Unidas estiman que 15,000 personas han huido de la violencia en Puerto Príncipe.
El 3 de marzo, el gobierno haitiano, bajo el ministro de finanzas Michel Patrick Boisvert, declaró un estado de emergencia de 72 horas y un toque de queda nocturno en un intento por frenar la violencia y el caos; el gobierno señaló "actos criminales cada vez más violentos" en todo Puerto Príncipe, incluyendo vandalismo, secuestros y asesinatos. Según las Naciones Unidas, las pandillas ahora controlan alrededor del 80% de Puerto Príncipe.
El 4 de marzo, alrededor de la 1 p. m. hora local, pandillas armadas atacaron el fuertemente fortificado Aeropuerto Internacional Toussaint Louverture, intercambiando disparos con la policía y las Fuerzas Armadas Haitianas en un intento por tomar el control de la instalación después de rumores de que Henry regresaría al país, alimentando la especulación de que se estaba formando una alianza entre pandillas rivales para derrocar al gobierno haitiano. En particular, Johnson André, líder de la pandilla 5 Seconds, también parecía estar vinculado a los ataques. Otros líderes de disturbios, incluido Guy Philippe, al parecer apuntaban a la presidencia de Haití. Guy Philippe lideró el golpe de Estado de 2004. Los vuelos fueron cancelados mientras el aeropuerto estaba cerrado, y también se atacó al Estadio Sylvio Cator y al banco nacional. Otras instituciones públicas, incluidas escuelas y bancos, han cerrado.

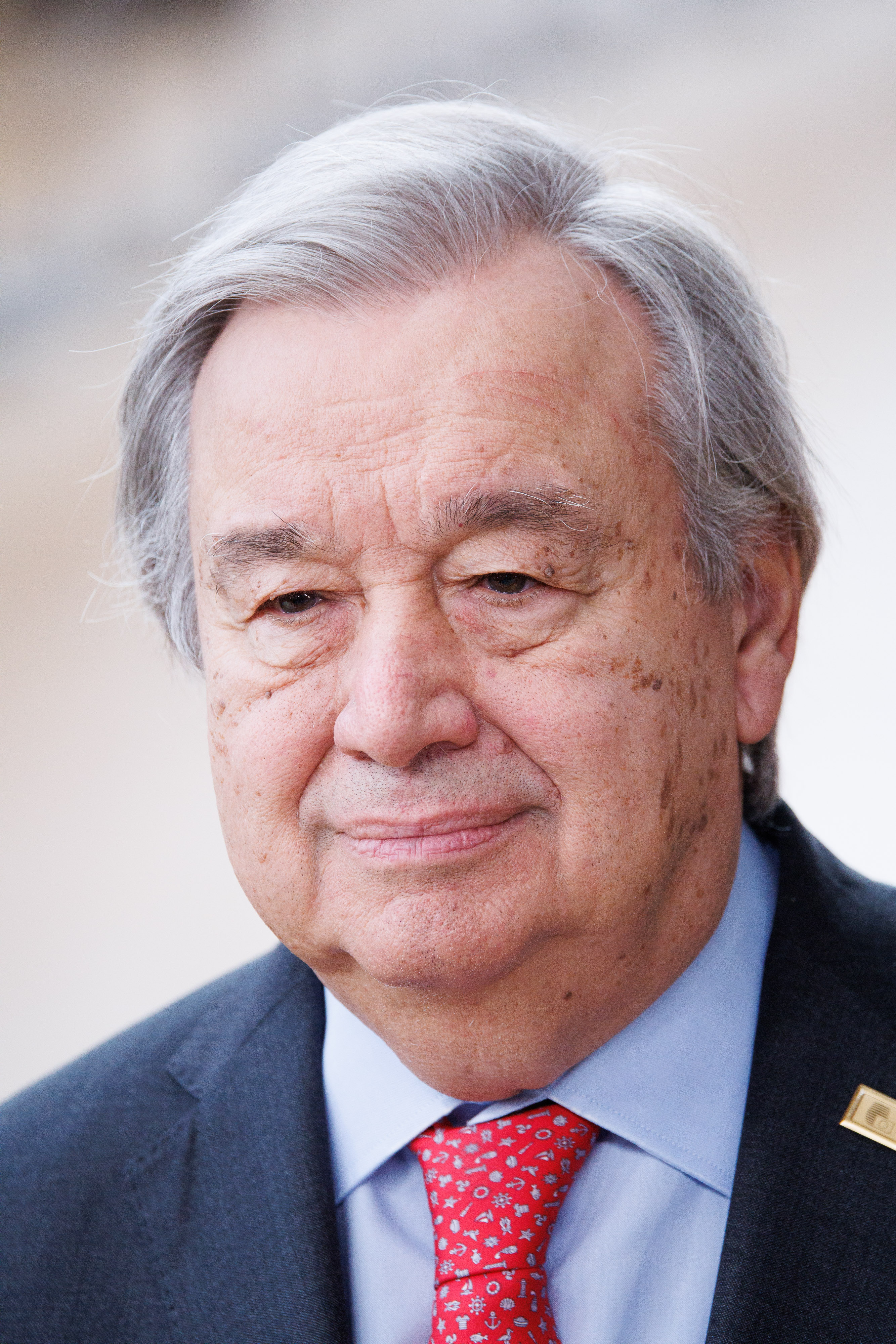
António Guterres

El 5 de marzo, el Secretario General de las Naciones Unidas, António Guterres, expresó su deseo de "acción urgente, especialmente en proporcionar apoyo financiero para la misión de apoyo a la seguridad multinacional". Más tarde ese día, Henry aterrizó en el Aeropuerto Internacional Luis Muñoz Marín en Puerto Rico en un intento por regresar a Haití para controlar la violencia. Mientras Ariel Henry estaba en el extranjero haciendo arreglos para que llegaran a Haití 1,000 policías kenianos, estallaron enfrentamientos en la capital con pandillas asaltando varios edificios gubernamentales, incluido el Palacio Nacional. Se informó que Jimmy Chérizier lidera el asalto de las fuerzas de las pandillas. En los días siguientes, el ejército de Estados Unidos evacuó por aire al personal de su embajada del país. La Unión Europea también evacuó a todo el personal diplomático de Haití.
El 6 de marzo, una comisaría en Bas-Peu-de-Chose fue atacada y quemada por pandillas. El terminal de Caribbean Port Services (CPS), de propiedad privada, en el Puerto Internacional de Puerto Príncipe, notable por su papel clave en el suministro de alimentos y suministros, también fue atacado y saqueado, lo que resultó en la suspensión indefinida de las operaciones portuarias.
El 7 de marzo, el estado de emergencia en el Departamento del Oeste, que incluía un toque de queda nocturno y prohibiciones de protestas, se extendió de tres días a un mes (hasta el 3 de abril).
El 8 de marzo, pandillas atacaron dos comisarías cerca del Palacio Nacional, así como el propio palacio, y quemaron el Ministerio del Interior. El perímetro de seguridad alrededor del Aeropuerto Internacional Toussaint Louverture fue violado por pandillas, mientras se escuchaban disparos en todo Puerto Príncipe.
El 9 de marzo, las pandillas atacaron y ocuparon la sede del Instituto de Bienestar Social en Puerto Príncipe, mientras que el gobierno de la República Dominicana anunció planes para evacuar a sus funcionarios y ciudadanos de Puerto Príncipe. Se lanzó una gran contraofensiva contra las pandillas por parte de la fuerza policial haitiana en las horas posteriores de la noche después de que tres comisarías más fueran atacadas y quemadas, con informes que indicaban que varios autos de policía haitianos fueron robados y ahora patrullan la zona.
El 10 de marzo, Estados Unidos evacuó a su personal no esencial de su embajada en Puerto Príncipe a través de helicóptero, mientras agregaba marines adicionales a la embajada para defenderla. La embajada alemana también fue evacuada por elementos de la Fuerza Aérea Dominicana. El Primer Ministro de Jamaica anunció que el lunes 11 de marzo, representantes de 8 naciones, incluidas Francia, Canadá y Estados Unidos, se reunirán en Kingston, Jamaica, para discutir la violencia en curso.

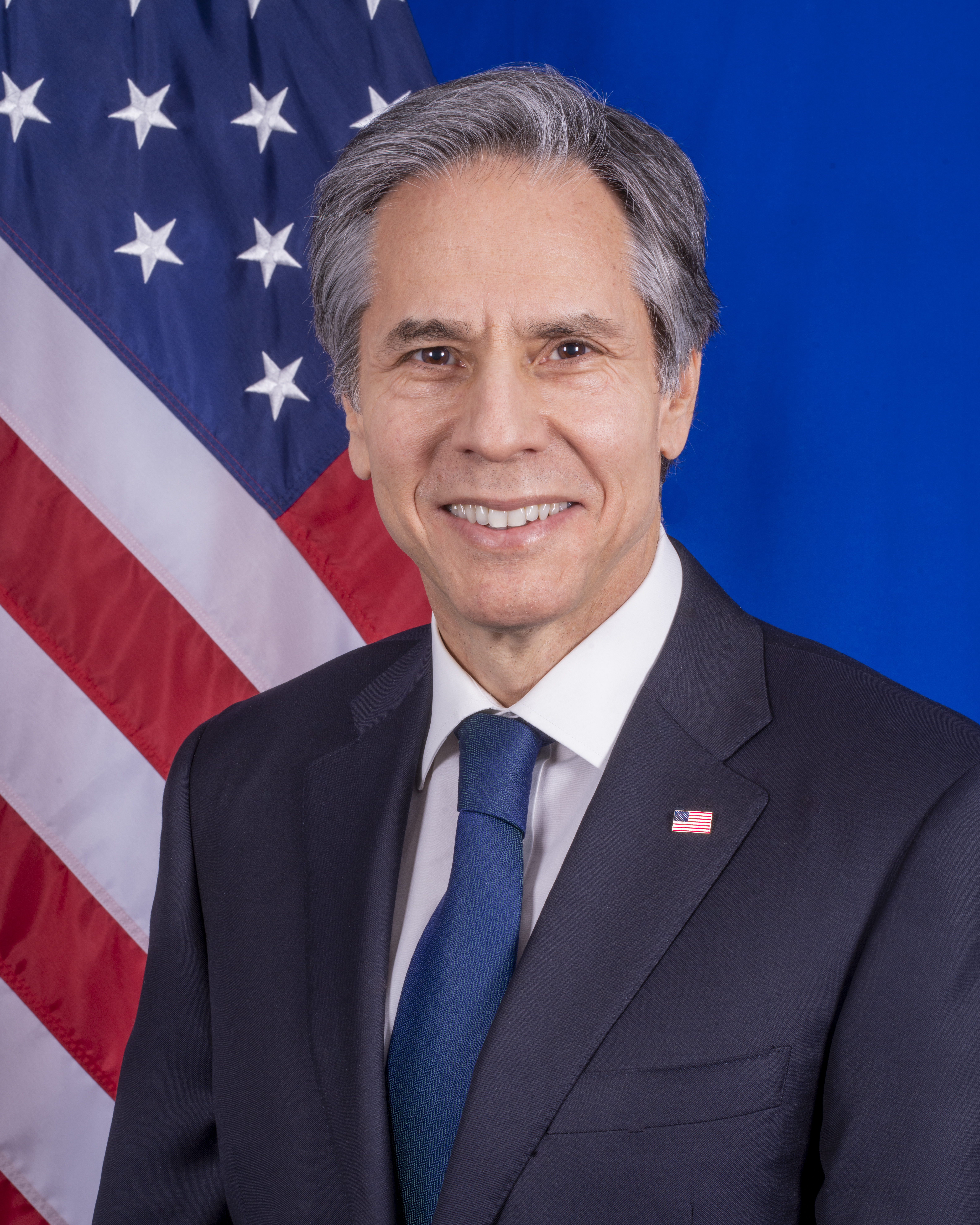
Antony Blinken

El 11 de marzo, la CARICOM lanzó una reunión de emergencia para discutir la situación en Haití. El Secretario del Gabinete del Interior, Kithure Kindiki, de Kenia, también anunció que sus policías se encuentran actualmente en fase de pre-despliegue, listos para desplegarse en Haití. Sin embargo, la fuerza policial aún no ha recibido una fecha para su despliegue, lo que ha generado mucha presión internacional por parte de Estados Unidos y múltiples reuniones entre Estados Unidos y Kenia sobre el despliegue, una de las cuales se celebró el 11 de marzo entre el presidente de Kenia, William Ruto, y el Secretario de Estado de EE. UU., Antony Blinken. El Aeropuerto Internacional Toussaint Louverture fue cerrado. Más tarde, el Secretario Antony Blinken anunció que Estados Unidos ofrecería otros 100 millones a la misión keniana en Haití.
El 12 de marzo, Ariel Henry declaró que renunciará ante la enorme presión de la comunidad internacional. La representante demócrata de EE. UU., Sheila Cherfilus-McCormick, una congresista de ascendencia haitiana, emitió un comunicado de prensa diciendo que la toma de control de Haití por parte de las pandillas representaba una amenaza de seguridad para Estados Unidos y advirtió sobre la posibilidad de que la violencia se desbordara hacia Estados Unidos. También dijo a los periodistas que sostendría una reunión con líderes haitianos del sur de Florida para discutir el conflicto en curso en el país. Funcionarios del Departamento de Defensa de Estados Unidos afirmaron más tarde que estaban "alertas" sobre una posible "migración masiva" marítima desde Haití. Se ha considerado el uso de la Armada de los Estados Unidos para detener el flujo migratorio. Más tarde, alrededor de la 1:00 pm, hora del este, el presidente de Kenia, Ruto, anunció que la intervención planeada en Haití se retrasaría debido a la renuncia del primer ministro. Radio Televisión Caraibes trasladó su estudio fuera de la capital debido a que las pandillas lo capturaron.
El 13 de marzo, el presidente de Kenia, William Ruto anunció que la misión en Haití, aunque pausada, seguiría adelante. Estados Unidos anunció un plan para contribuir con 40 millones de dólares para la Misión Multinacional en Haití. El gobernador de Florida, Ron DeSantis, anunció planes para desplegar 250 soldados adicionales para ayudar a enfrentar una posible crisis en Florida, incluida la Guardia Nacional de Florida. El mismo día se declaró que un nuevo Equipo de Seguridad Antiterrorista de la Flota de EE. UU. estaba en camino para proteger la embajada estadounidense.
El 19 de marzo, funcionarios de la CARICOM y las Naciones Unidas nombraron siete de los ocho asientos del consejo presidencial. La formación del consejo completo se retrasó debido al respaldo del grupo del Acuerdo del 21 de diciembre al primer ministro Henry. El 22 de marzo, la policía mata a tiros al destacado líder de una pandilla haitiana, Ti Greg, que escapó de prisión a principios de marzo.